# Прибульці з нескінченності
«Прибульці з нескінченості» (англ. Invaders from the Infinite) — науково-фантастичний роман американського письменника Джона Кемпбелла-молодшого. «Прибульці з нескінченості» надрукували 1961 року у виданні Gnome Press (тираж 4000 примірників) та Fantasy Press (тираж 100 примірників). Спочатку книга мала бути видана Fantasy Press, але згодом була передана Гном пресс, коли Fantasy Press припинив існування. Ллойд Ешбах з Fantasy Press, відповідальний за друк обох видань, надрукував додаткові екземпляри для своїх давніх клієнтів. Видання Fantasy Press вийшло без обкладинки. Зрештою, Ешбах виготовив обкладинку за наполяганням Джорджа Зебровського. Роман «Прибульці з нескінченості» — розширена версія оповідання, яке спочатку з’являлися в журналі «Емейзін сторіз квартерлі».
Е. Ф. Блейлер описав роман як «ранню історію Джона Кемпбелла частково прекрасною: слабкі навички романіста в поєднанні з дуже сильною уявою, образною теоретичною фізикою. Хоча хтось може нудьгувати [від] безкінечних лекцій та ставати сонливим через багаторазові космічні бої, але слід також захоплюватися винахідливістю Кемпбелла у створенні нових артефактів».

## Сюжет
Роман, продовження «Чорної зірки проминає» та «Островів космосу», розповідає про тріо героїв, Аркота, Морі та Вейда, та їх спроби допомогти у гонці суперсобак.